# Il giro del mondo
Il giro del mondo è un romanzo di Ferruccio Parazzoli, pubblicato nel 1977. Lo stesso anno, il libro ha vinto il Premio Selezione Campiello.

## Trama
Il libro è costituito da una serie di lettere che un prete (anonimo fino all'ultima pagina) scrive a un suo superiore del tempo del seminario. Nelle lettere ci sono talora stralci di altri documenti scritti da qualcun altro, ma non ci sono mai le risposte del destinatario. Poiché questo dedicatario delle lettere è anziano e gravemente malato, alla fine muore e l'anonimo scrivente compila un'ultima lettera a un prelato della curia per riavere le sue epistole. In questa occasione, si firma come Don Elio.
Fin dall'inizio, lo scrivente afferma che per lui è difficile mantenersi in un discorso e che perde spesso (troppo spesso) il filo dei pensieri. Egli soffre perché non ha un preciso ministero e deve tenere in ordine i registri delle colonie marine e montane. La società in cui si muove ha un forte esubero di ministri del culto e lo sconforto di gettare via il tempo e di sprecare una vocazione lo riduce in una specie di delirio. Ma poco dopo, gli è offerto l'incarico di dire Messa al mattino in una chiesa non parrocchiale e il suo spirito ne trae giovamento.
Poche anziane donne frequentano la Messa. Una di loro, una signora ricca e avara, un giorno vuole confessarsi e dichiara di aver tramato per far morire la nuora. Quindi la donna cade in uno stato di paralisi. Il sacerdote corre dalla giovane nuora e la trova in fin di vita, col marito assente. La morente a sua volta vuole confessarsi, ma l'unico peccato di cui si accusi è di essere stata troppo felice. Ben presto, anche il marito (e unico figlio della donna anziana), rimasto vedovo, fa pervenire al sacerdote uno scritto in cui racconta la sua versione del confuso dramma familiare.
Andando al funerale della giovane sposa, il prete scopre che i genitori e il fratellino della defunta abitavano proprio di fronte alla sua finestra e lui aveva spesso guardato il piccolo Francesco studiare. Anche per sfuggire al clima insano ed esaltato delle confessioni ricevute, il prete si interessa alla salute del ragazzino, benché gli venga fatto notare che è inopportuno affezionarsi a un piccolo estraneo. Inoltre si trova il modo di trasferire il prete in montagna, al paese natale, in quanto è consigliabile toglierlo dal ministero inconsistente che alimenta troppe stravaganze dei pensieri e delle azioni.
Al paese, per una decina di giorni, il sacerdote porta con sé Francesco, convalescente. Gli impartisce vari insegnamenti e lo conduce un giorno al convento vicino, dove si trova in clausura l'unica sorella del prete. Qui si apre per loro un meccanismo detto "giro del mondo", ovvero una struttura circolare che consente di passare oggetti e altro da fuori a dentro, da dentro a fuori. La madre in clausura ha portato dei dolcetti per Francesco e questi passano per il "giro del mondo". Il ritorno è sereno e poco dopo Francesco raggiunge la sua famiglia guarito.

### L'ambiente
La vicenda si svolge in Italia centrale, in prossimità dei Monti Sibillini. Viene descritto un ambiente che è rimasto, in modo arcaico e quasi atemporale, impregnato di natura selvaggia e di animali inconsueti, i cui nomi potrebbero essere anche vernacolari. I tipi umani sono sempre di stampo contadino, in qualsiasi caso, a partire dal prete e dalla donna ricca e avara. La peculiarità di questa tipologia umana è di avere una fede limpida e incrollabile, spiegata con l'attaccamento alla terra.

## Edizioni
- Ferruccio Parazzoli, Il giro del mondo, Bompiani, Milano 1977;